# Láska je pes: Básně 1974–1978
Láska je pes: Básně 1974–1978 (anglicky Love Is A Dog From Hell, Poems 1974–1977) je sbírka básní amerického spisovatele a básníka Charlese Bukowského z roku 1977. Autor ji věnoval Carlu Weissnerovi, svému příteli – německému literárnímu agentovi a překladateli.
Česky vydalo knihu v roce 1994 nakladatelství Pragma.
Více než 150 básní na téma „láska“ je rozděleno do 4 částí:

- Ubohé stvoření zblázněné láskou
- Já a jedna stará žena: žal
- Scarlet
- Populární melodie z vašeho podvědomí

## Obsah
1 – ubohé stvoření zblázněné láskou (one more creature dizzy with love)
- ty (you)
- Sandra (Sandra)
- dvoumetrová bohyně (the 6 foot goddess)
- viděl jsem příliš mnoho tuláků jak se strnulým pohledem sedí pod mostem a pijí laciné víno (I've seen too many glazed-eyed bums sitting under a bridge drinking cheap wine)
- vášnivka (sexpot)
- sladká hudba (sweet music)
- nechte šoustání, myšlení a citů (numb your ass, your brain and your heart---)
- jedna z nejrajcovnějších (one of the hottest)
- popel (ashes)
- mrd (fuck)
- já (me)
- další postel (another bed)
- v pasti (trapped)
- dnes v noci (tonight)
- útěk (the escape)
- vrtačka (the drill)
- texasanka (texan)
- pavouk (the spider)
- konec krátké lásky (the and of a short affair)
- sténání a vzdychání (moaning and groaning)
- skoro úplně vymyšlená báseň (an almost made up poem)
- plísňový sýr a feferonky (blue cheese and chili peppers)
- problémy s tou druhou (problems about the other woman)
- T.M. (T.M.)
- Beethovenova Pátá (Bee's 5th)
- 39 stupňů (103 degrees)
- slitovný telefon (pacific telephone)
- 102 kilo (225 pounds)
- zvrat (turnabout)
- báseň pro křivozubou bábu (one for old snaggle-tooth)
- přijímání (communion)
- vyrovnávání účtů (trying to get even:)
- Chicago (Chicago)
- tiché hezké dívky v šatech z Panamy (quiet clean girls in gingham dresses...)

2 – já a jedna stará žena: žal (me and that old woman: sorrow)
- tenhle básník (this poet)
- zima (winter)
- co chtějí (what they want)
- Železnej Mike (Iron Mike)
- guru (guru)
- profesoři (the professors)
- pro Ala – (for Al -)
- jak se stát slavným spisovatelem (how to be a great writer)
- cena (the price)
- sám se všemi (alone with everybody)
- druhý román (the 2nd novel)
- Chopin Bukowski (Chopin Bukowski)
- melancholická dáma (gloomy lady)
- šváb (cockroach)
- kdo to ksakru je ten Tom Jones (who in the hell is Tom Jones)
- porážka (defeat)
- semafory (traffic signals)
- 462-0614
- fotografie (photographs)
- společenská (social)
- jedna na hrudník (one to the breastplate)
- nejhorší a nejlepší (the worst and the best)
- poukázky (coupons)
- štěstí (luck)
- pes (dog)
- poziční válka (trench warfare)
- noc, kdy jsem šoustal svůj budík (the night i fucked my alarm clock)
- když myslím na svou smrt (when i think of myself dead)
- Štědrý večer, sám (Christmas eve, alone)
- byla jednou jedna žena, která strčila hlavu do trouby (there once was a woman who put her head into an oven)
- postele, záchody, ty a já - (beds, toilets, you and me ---)
- to pak - (this then---)
- imaginace a realita (imagination and reality)
- ukradená (stolen)
- dědictví poddajných (the meek have inherited)
- vyšinutí mě vždycky milovali (the insane always loved me)
- Velký Max (Big Max)
- v pasti (trapped)
- takhle to hraješ ty (it's the way you play the game)
- v Evropě (on the continent)
- 0:18
- žlutý taxík (yellow cab)
- jak je možné, že jste v seznamu? (how come you're not unlisted)
- předpověď počasí (weather report)
- slušný vošoust (clean old man)
- cosi (something)
- výklad ze zrcadlového skla (a plate glass window)
- feťáci (junkies)
- 99 ku jedné (99 to one)
- kritický okamžik (the crunch)
- kůň s modrozelenýma očima (a horse with greenblue eyes)

3 – Scarlet
- Scarlet (Scarlet)
- zrzavá nahoře i dole (red up and down)
- jako květina na dešti (like a flower in the rain)
- míšenka (light brown)
- obrovské náušnice (huge ear rings)
- vyšla z koupelny s ohnivě zrzavými vlasy a řekla: (she came out of the bathroom with her flaming red hair and said:)
- vražednice (a killer)
- riskantní sázka (longshot)
- slib (the promise)
- mávání, mávání na rozloučenou (waving and waving goodbye)
- svoboda (liberty)
- dotýkat se dívek zakázáno (don't touch the girls)
- brýle proti slunci (dark shades)
- modlitba za špatného počasí (prayer in bad weather)
- melancholie (melancholia)
- případ pro stetoskop (a stethoscope case)
- běž se bodnout (eat your heart out)
- exercicie (the retreat)
- udělal jsem chybu (i made a mistake)

4 – populární melodie z vašeho podvědomí (popular melodies in the last of your mind)
- holky v punčocháčích (girls in pantyhose)
- proti vašim podělaným pomluvám (up your yellow river)
- umělci: (artists:)
- i já mám připosraný spodky (i have shit stains in my underwear too)
- Hawley mizí z města (Hawley's leaving town)
- nelaskavá báseň (an unkind poem)
- včela (the bee)
- nejvíc ze všeho (the most)
- ach... (ah...)
- dívka na lavičce autobusové zastávky (the girl on the bus stop bench)
- vracím se tam, kde jsem byl (i'm getting back to where i was)
- krásné manželství (a lovely couple)
- to nejpodivnější, co jste kdy viděli – (the strangest sight you ever did see---)
- ve čtvrti, kde se vraždí (in a neighborhood of murder)
- svobodník (private first class)
- láska je pes (love is a dog from hell)
- moje groupie (my groupie)
- a kdybyste teda vy učil tvůrčí psaní, zeptal se, co byste jim řekl? (now, if you were teaching creative writing, what would you tell them?)
- příjemný život (the good life)
- Řek the Greek)
- moji kamarádi (my comrades)
- duše (soul)
- změna zvyků (a change of habit)
- posezení v motorestu (sitting in a sandwich joint)
- osud a čas siesty (doom and siesta time)
- bláznivý jako vždycky (as crazy as i ever was)
- sex (sex)
- ten je po smrti (dead now)
- dvojčata (twins)
- nevypadalo to tam zle (the place didn't look bad)
- děvčátka (the little girls)
- za deště i za sluníčka (rain or shine)
- mražený švestky (cold plums)
- holky se vracejí z práce (girls coming home)
- jeden piknik (some picnic)
- nemocniční mísy (bedpans)
- umění prohrávat (the good loser)
- umění (an art)
- dívky z hodinovýho hotelu (the girls at the green hotel)
- dobrý telefonát (a good one)
- čas k posrání (shit time)
- šílenství (madness)
- 56 let stará báseň (a 56 year old poem)
- krásná mladá dívka jdoucí podél hřbitova – (the beautiful young girl walking past the graveyard)
- pivo (beer)
- umělec (artist)
- můj táta (my old man)
- strach (fear)
- samí malí tygříci (little tigers everywhere)
- po autorském čtení: (after the reading:)
- o jeřábech (about cranes)
- zlaté kapesní hodinky (a gold pocket watch)
- výlet na pláž (beach trip)
- báseň pro čističe bot (one for the shoeshine man)

## Význam některých básní

### 1 – ubohé stvoření zblázněné láskou
viděl jsem příliš mnoho tuláků jak se strnulým pohledem sedí pod mostem a pijí laciné víno
Dnes večer – nová žena na gauči. Kdo koho pozře napřed?
vášnivka
Neustále myslí na sex, nosí to s sebou jako v papírovém pytlíku. Zírá na každého muže. Mizí s každým mužem. Říká, že jsem žárlivý muž. Jednoho dne se propadla do svých pohlavních orgánů. Cítím se už líp a nosím černý plstěný klobouk.
sladká hudba
Nezraňuje jako láska.
já
Ty umíš milovat, povídá mi. Je to pravda, já umím milovat.
dnes v noci
Tvoje básně tady budou i poté, co ženské zmizí – povídá mi redaktor. Ty ženské už zmizely, ale dejte mi opravdovou ženu a můžete mít všechny básně. Víte, jak to myslím?
útěk
Utéct černé vdově je zázrak, přesto se mi to podařilo, zatímco ona vysávala ostatní muže. Pozoruji jiné pavučiny.
konec krátké lásky
Rozdávali jsme si to vestoje, bylo to fajn, dokud mě nesejmula prudká bolest vystřelující od páteře. „Už běž, musím si vyvolat film“ řekl jsem jí a ona odešla. Za chvíli zvoní telefon, volá ona: „Miluju tě!“ „Dík“ – odpovím. „To je vše, co mi řekneš? Jdi do prdele!“ Láska usychá rychleji než sperma.
báseň pro křivozubou bábu
Věřila v lepší svět, ublížila méně lidem než ostatní a tak vytvořila lepší svět, což chtěla. Báseň pro Frances Smithovou – matku jediné dcery Charlese Bukowského.
přijímání
Koně, Bach v rádiu, vodíková bomba ... a ona je pryč... s nějakým bláznem a řehtá se.
vyrovnávání účtů
Potřebuju vyrovnat skóre, moje holka se tento týden vyspala se 2 chlapama a tak ležím na posteli s ženskou, která prodělala 3 potraty. Až je po všem, pomyslím si, ještě jedna kunda a budem si kvit, pokud si nenašla dalšího, což určitě udělala.
chicago
„Koukej na moje boty“ říká, „líbí se ti?“ – „Jsou moc pěkný.“ „Tak ahoj,“ řekla a zamířila k autu. Nebyl jsem její typ. Takových ženských jsem potkal nejvíc ze všech.
tiché hezké dívky v šatech z panamy...
Znám jen kurvy, alkoholičky, vyžilé narkomanky, a přitom potřebuju dobrou ženskou, víc než tento psací stroj a vidím ji, jak se mazlí s kočkou.

### 2 – já a jedna stará žena: žal
zima
Obrovský poraněný pes, sražený autem, krvácí ze zadku, jedu si vsadit, pes chcípá naproti nákupnímu středisku, zatímco se z oblohy snášejí první vločky sněhu.
železnej Mike
Sklátí každou ženskou a pak ji vyhodí a když se některá nechce pakovat, ubalí jí jednu na cestu. „Mě nedostanou,“ říká. „Miku, nikdo není neporazitelný, jednoho dne se zblázníš do očí jakoby namalovaných dětskou pastelkou a nebudeš moct nic udělat.“ Lásce podlehne i ta největší tvrdost.
jak se stát slavným spisovatelem
návod: spi s mnoha ženami, napiš pár milostných básní, neohlížej se na jiné, pij pivo, choď na dostihy, občas vyhraj. Spi do dvanácti, pij víc piva, pokud miluješ, miluj především sebe, vždy si buď vědom možnosti absolutní prohry, ať už se ti důvody zdají správné nebo ne – rané ochutnání smrti může k něčemu být. Netrap se kvůli ženským, žádná nestojí za víc než 50 dolarů. Pořiď si psací stroj a per to do něj, pamatuj na staré páky: Ernest Hemingway, Louis-Ferdinand Céline, Fjodor Michajlovič Dostojevskij, Knut Hamsun.
sám se všemi
Ženy rozbíjejí vázy o stěny, muži příliš pijí, nikdo nikdy nenajde toho pravého, ale lidé se hemží dál. Skládky se plní, blázince se plní, nemocnice a hřbitovy se plní a nic jiného se nenaplní.
porážka
Divím se, že jsem se napůl nezbláznil z posledního rozchodu, poznal jsem mnoho žen, jedna jako druhá. Jsem sám bez samoty, hle zvítězil jsem.
postele, záchody, ty a já
Všechny ty postele a záchody, kanalizační systém je velký vynález, spláchla jsi mě, teď je řada na tobě, někdo ti to udělá, nebo se spláchneš sama.
to pak
Vždycky si myslíš, už jsem se poučil, nenechám se doběhnout, chci jen trochu útěchy a nakonec do toho spadneš a výsledek je stejný – marně čekáš a nasloucháš krokům.
dědictví poddajných
Některé sebevraždy jsou tak nenápadné, že si jich nikdo ani nevšimne.
žlutý taxík
V kavárně mi mexická tanečnice zatřásla zadkem před nosem a moje holka vypálila ven, když ti uteče ženská tímto stylem, přemýšlíš, jestli v tom není ekonomika, když už se nechat šoustat, radši od nějakého zazobance než chudáka. Když člověk přijde skoro o všechno, dodá mu to sil a tak jsem řekl číšníkovi: „Jsem šílený, zavolejte na mě vyhazovače, já se mu vychčiju za krk,“ vyhodili mě svižně, právě včas, abych ji zahlédl, jak nastupuje s jiným chlapem do žlutého taxíku.
kritický okamžik
Lidé si nejsou dost dobří navzájem, ve škole učí, že můžeme být všichni prdelózní vítězové, ale o sebevraždách a bídě neřeknou nic. Nebo o tom, jaká je hrůza žít v úzkosti a osamělosti. Vrah usekne dítěti hlavu, jako když si kousnete do kornoutu se zmrzlinou. Neztrácím naději, přece musí existovat způsob, jak z toho ven.

### 3 – Scarlet
míšenka
S prázdným pohledem, jednou ti nějaký magor zakroutí krkem a ty budeš volat mé jméno a pochopíš, co jsi měla pochopit už dávno.
vražednice
Žraločí ústa, dokonalé tělo, nízká duše, běhá od muže k muži a nabízí. Příliš pozdě pochopíme – první zhltne ptáka a pak srdce.
modlitba za špatného počasí
Jak to dělají, zkonejší člověka, a pak ho nechají smažit se ve vlastní šťávě, nechají ho naslouchat dešti.
melancholie
Všichni patříme do dějin melancholie, já už ji znám dlouho, jsme jako staří přátelé. Nakopl jsem víru do řiti, ale totéž jsem měl udělat té zrzce.

### 4 – Populární melodie z vašeho podvědomí
láska je pes
Jsem takový a makový, balíček prezervativů pomalu teří, kam jste se všechny poděly?
a kdybyste teda vy učil tvůrčí psaní, zeptal se, co byste jim řekl?
Řekl bych jim, aby se nešťastně zamilovali (opakovaně), pili laciné víno, měli hemeroidy, nechodili do opery, nesnažili se o úspěch, odepsali všechny přátele, známé a příbuzné...
Řek
Chlápek odvedle neumí anglicky, je to Řek a vypadá přihlouple. Jednou odkoukal od domácího, jak maluje a zkusil to taky. Je dobrý ve svých pětačtyřiceti. Pomyslím, co bude dál? Co když bude hodně dobrý? Budu svědkem rostoucí slávy, budu pozorovat jeho obdivovatelky, než přijde pád? Vyžírkové se již šikují, vidíte, už i já jsem k němu přilnul.
nevypadalo to tam zle
Když jsme skončili, hodila mi jakýsi ztvrdlý hadr naškrobený spermatem stovky chlapů. Utřel jsem se do prostěradla. Když se pak sehnula, spatřil jsem to zezadu v plné parádě.
o jeřábech
Když dostaneš od života pořádnou nakládačku, přeješ si být jeřábem stojícím na jedné noze. Ale je tu ještě to staré vychování – to přece nejde. Krom toho jeřáb si nemůže koupit děvku nebo se oběsit v poledne. To dělají jen lidi a i oni umí stát na jedné noze.